# Taranidaphne dufresnei
Taranidaphne dufresnei é uma espécie de gastrópode do gênero Taranidaphne, pertencente a família Raphitomidae.